# Vilhena
Vilhena là một đô thị thuộc bang Rondônia, Brasil. Đô thị này có diện tích 11519 km², dân số năm 2007 là 66751 người, mật độ 5,79 người/km².